# Fort de Condé
Pour les articles homonymes, voir Condé.
Le fort de Condé  ou fort Pille est une fortification militaire qui fait partie du deuxième grand système de fortifications, après celui de Vauban, places à forts détachés, construit en France entre 1874 et 1885 par le directeur du Génie, le général Séré de Rivières.
Il est construit sur les hauteurs de la confluence entre les vallées de l'Aisne et de la Vesle sur les communes de Condé-sur-Aisne et de Chivres-Val.

## Fonctions militaires
Le Fort de Condé faisait partie du glacis censé interdire l’accès à Paris, à l’instar d’autres forts du Laonnois, tels ceux de Bruyères, Montbérault ou Mons... Cet ensemble de fortifications répond à la nécessité d'améliorer la défense des nouvelles frontières au lendemain de la défaite de 1870. 

## Histoire
Le fort est construit de 1877 à 1882 sur un point élevé entre Reims, Soissons et Laon. D'une superficie de 17 hectares, il peut accueillir jusqu'à 658 hommes dont 28 sous-officiers et 20 officiers . En 1885, deux compagnies du 67e régiment d'infanterie (500 hommes) viennent y tenir garnison. Une infirmerie peut abriter 80 malades. L'écurie est prévue pour 12 chevaux ; des magasins à poudre et à munitions, une forge, un atelier à bois et deux puits occupent les autres parties aménageables. En 1887, le nom du général Louis Antoine Pille lui est attribué.
Les progrès de l'artillerie au début du XXe siècle le rendent rapidement obsolète, avant même la fin de sa construction, et il est finalement déclassé en 1912. Il devient alors un simple lieu de casernement pour l'armée. 
Sa situation très proche du Chemin des Dames a fait de lui un endroit très convoité par les armées française et allemande qui se le sont disputé durant les quatre années de la Première Guerre mondiale. Les Allemands l'occupent jusqu'à l'offensive de Nivelle en 1917 au cours de laquelle il est pris par les Français. Les Allemands s'en emparent à nouveau le 28 mai 1918 et les Français le reprennent le 7 août.
Après la guerre, le fort ne sert que de centre de désobusage progressivement envahi de végétation et se dégrade progressivement. Il est racheté en 1959 par la commune de Chivres-Val (de laquelle part la route d'accès) et sert alors de carrière de pierres. 
En 1979, une association de sauvegarde du fort est créée et entame des travaux de restauration avec l'aide des collectivités locales. Il est depuis 2000 la propriété de la communauté de communes du Val de l’Aisne.
Depuis 2001 le Fort de Condé est inscrit à l'inventaire supplémentaire des Monuments Historiques..
Le site est ouvert au public depuis 2003 et accueille régulièrement des manifestations diverses sur l'artisanat, des représentations de spectacles de son et lumières, ainsi que du théâtre et des expositions. Il reçoit environ 12 000 visiteurs par an.

## Source
(novembre 2012).
- Site cheminsdememoire.gouv.fr du ministère de la défense
- explications sur le site même du fort (certaines y compris avant de payer le ticket d'entrée)

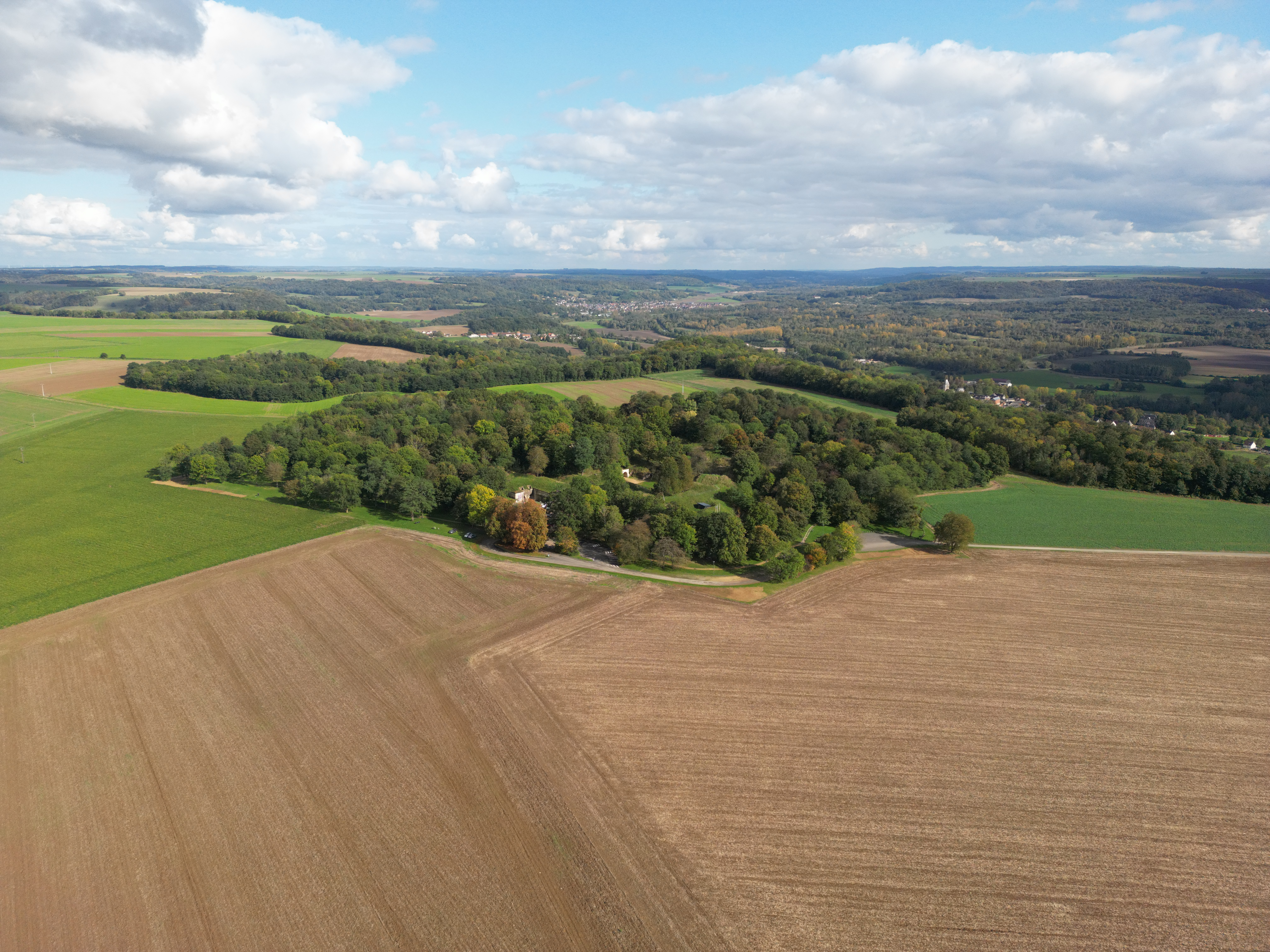
Vue générale depuis l'ouest

## Liens externes

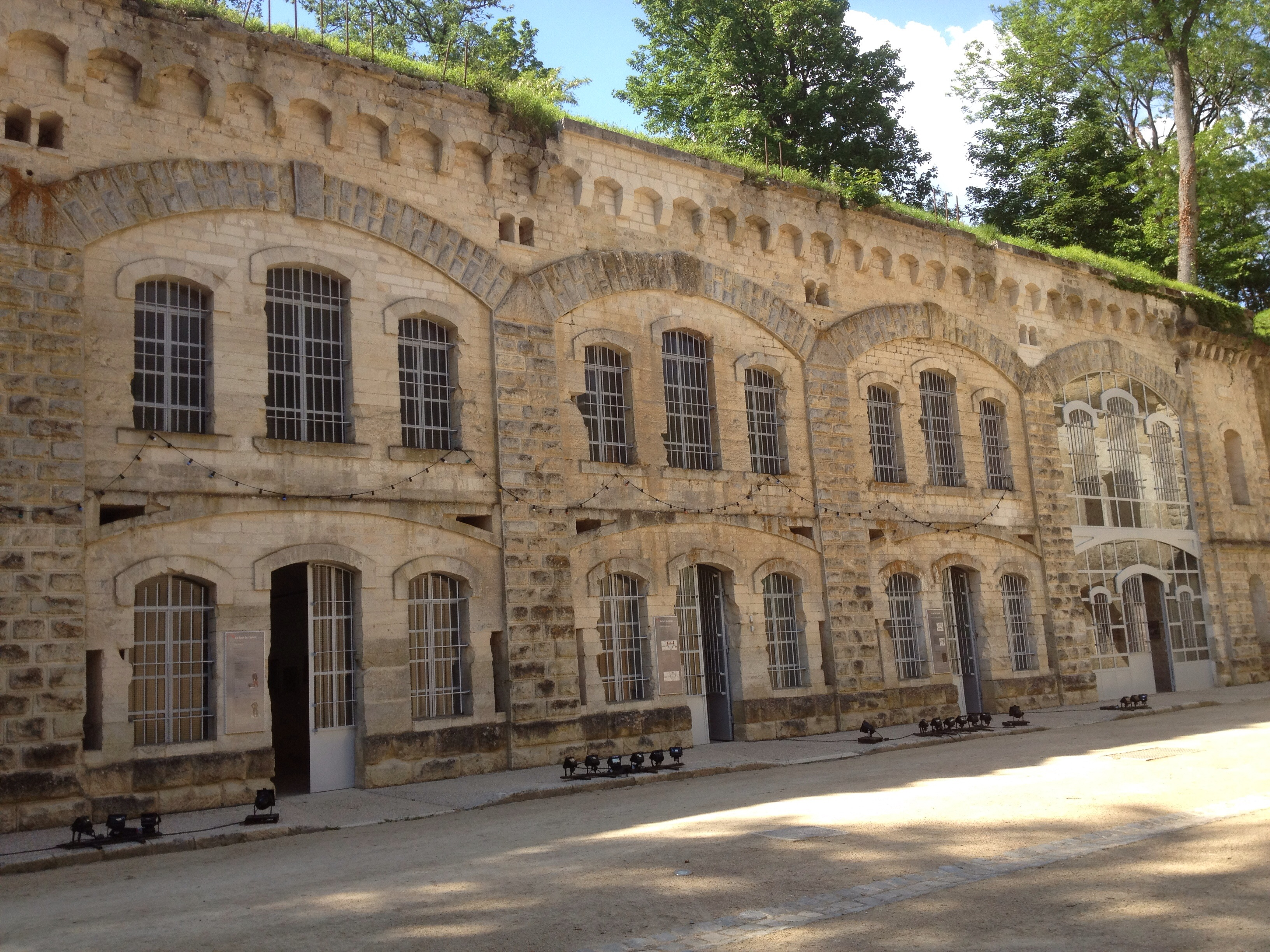
Le casernement